# Pearl Harbour (Nouvelle-Zélande)
Pour les articles homonymes, voir Pearl Harbor (homonymie).
Pearl Harbour est un petit mouillage, près de la ville de  Manapouri dans les Fiordland, dans l’Île du Sud de la Nouvelle-Zélande.

## Situation
Le mouillage et la petite localité sont situés au niveau de l’embouchure du fleuve Waiau  et sont localisés dans le coin sud-est du Lac Manapouri.

## Toponymie
Le nom fut donné au mouillage peu après l’attaque japonaise contre la base de Pearl Harbor située à Hawaii en 1941.

## Géographie
Le mouillage de ‘Pearl Harbour’ est desservi principalement par un ferry et des water taxi, qui assurent le transport des employés de l’entreprise Meridian Energy (en) sur les 35 km à travers le lac Manapouri pour se rendre à la Centrale hydro-électrique de Manapouri (en), située sur le bras ouest dit ‘ West Arm’ du lac.
Les ferries transportent aussi les touristes au-delà de la centrale en direction de Doubtful Sound, localisé sur la côte à 10 km derrière ce bras ouest. 
Ils fournissent aussi un accès vers le lac Manapouri pour les utilisateurs de bateaux de loisirs.